# Consiglio maggiore
Il consiglio maggiore era nell'organizzazione dei Comuni un'assemblea piuttosto ampia di cittadini (nell'ordine di una o anche più centinaia di partecipanti), che avevano nomi e funzioni diverse da città a città. Essa affiancava i consoli e poteva rappresentare i diversi ceti cittadini, da quelli aristocratici a quelli "borghesi" (mercanti, artigiani, banchieri) e intellettuali (giudici, notai, letterati). In genere ne erano comunque esclusi i ceti più bassi.
Dai consigli maggiori si distaccarono presto consigli più ristretti e con maggiori poteri, detti consigli minori. Da uno di questi due consigli venivano scelti i consoli che governavano la città per un periodo di tempo che variava da comune a comune.
A Venezia il consiglio maggiore si chiamava Maggior Consiglio, a Treviso Consiglio dei Trecento. A Firenze un consiglio maggiore fu istituito da Savonarola e si riunì nell'appositamente creato Salone dei Cinquecento in Palazzo Vecchio.